# Radix jordii
Radix jordii es una especie de molusco gasterópodo pulmonado de la familia Lymnaeidae.

## Distribución geográfica
Es endémica de la sierra de Tramuntana en Mallorca (España).
.